# Hassia Hassane
Hassia Hassane (ur. ?) – nigerska lekkoatletka.

## Rekordy życiowe
- Rzut dyskiem – 21,26 (2008) rekord Nigru[1]
- Rzut oszczepem – 32,13 (2010) rekord Nigru[2]